# Nelson Semperena
Nelson Eusebio Semperena González (Montevideo, Uruguay; 19 de febrero de 1984) es un futbolista uruguayo. Juega de defensa y su club actual es  Mineros de Guayana de la Primera División de Venezuela donde se reencuentra con el que fuera su DT en Zamora; Jesus Chuy Vera logrando importantes triunfos. 

## Trayectoria
Comienza su carrera jugando en Defensor Sporting, jugando con jugadores como Maxi Pereira, Diego Perez, Álvaro Gonzalez y Martín Cáceres. Fue parte de la selección uruguaya sub-20 en 2001.

## Clubes
| Club               | País      | Año         |
| ------------------ | --------- | ----------- |
| Defensor Sporting  | Uruguay   | 2002 - 2007 |
| Central Español    | Uruguay   | 2008 - 2010 |
| Zamora FC          | Venezuela | 2011 - 2012 |
| Liverpool          | Uruguay   | 2012 - 2013 |
| Huracán            | Uruguay   | 2013 - 2014 |
| Los Caimanes       | Perú      | 2014        |
| Huracán            | Uruguay   | 2015        |
| Metropolitanos FC  | Venezuela | 2016        |
| Mineros de Guayana | Venezuela | 2017-2018   |